# Aivathoklu, Sulya
Aivathoklu là một làng thuộc tehsil Sulya, huyện Dakshina Kannada, bang Karnataka, Ấn Độ.